# Liste des capitaines-régents de Saint-Marin de 1401 à 1600
1600 1er octobre
Pier Matteo Belluzzi
Fabrizio Belluzzi
1600 1er avril
Pier Francesco Bonetti
Belluzzo Belluzzi
1599
Orazio Belluzzi
Lattanzio Valli
1599
Pier Marino Cionini
Giambattista Fabbri
1598
Giambattista Belluzzi
Innocenzo Bonelli
1598
Giuliano Gozi
Francesco Giannini
1597
Camillo Bonelli
Annibale Belluzzi
1597
Paolo Antonio Onofri
Gio. Francesco Belluzzi
1596
Camillo Bonelli
Annibale Belluzzi
1596
Orazio Belluzzi
Matteo Ceccoli
1595
Pier Marino Cionini
Lattanzio Valli
1595
Fabrizio Belluzzi
Francesco Maria Corbelli
1594
Federico Brandani
Vincenzo Giannini
1594
Liberio Gabrielli
Innocenzo Bonelli
1593
Giambattista Belluzzi
Francesco Giannini
1593
Giuliano Corbelli
Annibale Belluzzi
1592
Camillo Bonelli
Paol’Antonio Onofri
1592
Pier Marino Cionini
Giuliano Gozi
1591
Pier Matteo Belluzzi
Ottaviano Gozi
1591
Lodovico Belluzzi
Ascanio Belluzzi
1590
Orazio Giannini
Giambattista Belluzzi
1590
Francesco Giannini
Giambattista Fabbri
1589
Federico Sinibaldi
Marino Pellicieri
1589
Giuliano Corbelli
Liberio Gabrielli
1588
Marc’Aurelio Brancuti
Giambattista Belluzzi
1588
Pier Matteo Belluzzi
Vincenzo Giannini
1587
Gio. Antonio Leonardelli
Pier Paolo Corbelli
1587
Lodovico Belluzzi
Pier Marino Cionini
1586
Paol’Antonio Onofri
Giambattista Belluzzi
1586
Ascanio Belluzzi
Francesco Giannini
1585
Giuliano Corbelli
Liberio Gabrielli
1585
Bonetto Bonetti
Gio. Maria Giangi
1584
Innocenzo Brancuti
Gio. Lodovico Belluzzi
1584
Federico Sinibaldi
Vincenzo Giannini
1583
Pier Paolo Corbelli
Francesco Martelli
1583
Pier Matteo Belluzzi
Marc’Antonio Gozi
1582
Gio. Antonio Leonardelli
Francesco Giannini
1582
Ippolito Gombertini
Pier Marino Cionini
1581
Giuliano Corbelli
Gio. Paolo Belluzzi
1581
Innocenzo Brancuti
Gio. Lodovico di Matteo Belluzzi
1580
Giambattista Belluzzi
Sinibaldo Sinibaldi
1580
Pier Paolo Corbelli
Marino Bonelli
1579
Lodovico Belluzzi
Giovanni Calcigni
1579
Girolamo Giannini
Benedetto di Bianco
1578
Liberio Gabrielli
Ascanio Belluzzi
1578
Ippolito Gombertini
Francesco Giannini
1577
Pier Matteo Belluzzi
Vincenzo Giannini
1577
Francesco di Paolo di Giuliano
Gio. Lodovico di Matteo Belluzzi
1576
Innocenzo Brancuti
Francesco Onofri
1576
Pier Paolo Corbelli
Sinibaldo Sinibaldi
1575
Girolamo Giannini
Vincenzo di Marino di Andrea
1575
Giuliano Corbelli
Liberio Gabrielli
1574
Giambattista Belluzzi
Benedetto di Bianco
1574
Marc’Antonio Gozi
Gio. Antonio di Antonio
1573
Lodovico Belluzzi
Vincenzo Giannini
1573
Antonio Brancuti
Gio. Lodovico di Matteo Belluzzi
1572
Pier Matteo Belluzzi
Antonio di Angelo Bellini
1572
Innocenzo Brancuti
Francesco Giannini
1571
Pier Paolo Corbelli
Giovanni Paolo di Giuliano
1571
Giovanni Antonio Leonardelli
Benedetto di Bianco
1570
Girolamo Giannini
Ascanio di Giacomo Belluzzi
1570
Marc’Antonio Gozi
Marc’Antonio Bonetti
1569
Ippolito Gombertini
Sinibaldo Sinibaldi
1569
Pier Matteo Belluzzi
Vincenzo Giannini
1568
Antonio Brancuti
Liberio Gabrielli
1568
Pier Paolo Bonelli
Pier Paolo Corbelli
1567
Giuliano Corbelli
Giovanni Andrea Belluzzi
1567
Francesco di Pier Paolo Martelli
Marino di Cristofaro Giangi
1566
Girolamo Giannini
Sebastiano di Cristofaro Giangi
1566
Marc’Antonio Gozi
Giovanni Antonio di Antonio
1565
Bonetto di Marino Bonetti
Marino Bonelli
1565
Vincenzo Gombertini
Giacomo di Evangelista Belluzzi
1564
Antonio Brancuti
Benedetto di Bianco
1564
Gio. Andrea Belluzzi
Rinaldo di Giovanni Baldi
1563
Ludovico Belluzzi
Marc’Antonio Bonetti
1563
Pier Matteo Belluzzi
Pier Paolo Corbelli
1562
Pier Paolo Bonelli
Marc’Antonio Gozi
1562
Girolamo Giannini
Claudio Belluzzi
1561
Francesco di Sebastiano Onofri
Francesco di Pier Paolo Martelli
1561
Vincenzo Gombertini
Bernardino Giannini
1560
Pier Leone Corbelli
Giovanni Sinibaldi
1560
Giacomo di Evangelista Belluzzi
Vincenzo di Marino di Andrea
1559
Gio. Antonio Leonardelli
Sinibaldo Sinibaldi
1559
Bartolo Belluzzi
Pier Paolo Corbelli
1558
Innocenzo Brancuti
Rinaldo di Giovanni Baldi
1558
Girolamo Giannini
Francesco di Sebastiano Onofri
1557
Pier Paolo Bonelli
Vincenzo Gombertini
1557
Gio. Lodovico di Matteo Belluzzi
Vincenzo Giannini
1556
Antonio Brancuti
Baldo di Gaspare
1556
Gio. Antonio Leonardelli
Bonetto di Marino Bonetti
1555
Bartolo Belluzzi
Pier Paolo Corbelli
1555
Giuliano di Marino Righi
Gio. Antonio di Antonio
1554
Marc’Antonio Gozi
Francesco di Sebastiano Onofri
1554
Innocenzo Brancuti
Giacomo di Evangelista Belluzzi
1553
Gio. Antonio Belluzzi
Rinaldo di Giovanni Baldi
1553
Vincenzo Gombertini
Giacomo di Antonio Giannini
1552
Antonio di Piero Tontini
Vincenzo di Giovanni di Andrea
1552
Gio. Lodovico di Matteo Belluzzi
Baldo di Gaspare
1551
Pier Leone Corbelli
Pier Matteo Belluzzi
1551
Girolamo Giannini
Marino di Andrea
1550
Gio. Antonio Leonardelli
Cristofaro di Marino Giangi
1550
Polinoro Lunardini
Biagio di Matteo Tura
1549
Bartolo Belluzzi
Rinaldo di Giovanni Baldi
1549
Giuliano di Marino Righi
Girolamo di Evangelista Belluzzi
1548
Giacomo di Antonio Giannini
Francesco di Sebastiano Onofri
1548
Giovanni Antonio Belluzzi
Sante di Marco Gori
1547
Gio. Lodovico di Matteo Belluzzi
Pier Paolo Bonelli
1547
Gio. Antonio Leonardelli
Stanghelino di Francesco Belluzzi
1546
Pier Leone di Fabrizio Corbelli
Bernardino Giannini
1546
Bonetto di Marino Bonetti
Baldo di Gaspare
1545
Giuliano di Marino Righi
Marino Gabrielli
1545
Girolamo di Giuliano Gozi
Innocenzo Brancuti
1544
Giovanni Antonio Belluzzi
Vincenzo Gombertini
1544
Polinoro Lunardini
Bartolo di Simone Belluzzi
1543
Girolamo Giannini
Carlo di Francesco Lunardini
1543
Antonio di Pietro Tontini
Giacomo di Evangelista Belluzzi
1542
Carlo Gianolini
Marino Gabrielli
1542
Polinoro Lunardini
Cristofaro di Marino Giangi
1541
Giuliano di Marino Righi
Giacomo di Lodovico Pinti
1541
Girolamo di Evangelista Belluzzi
Stanghelino di Francesco Belluzzi
1540
Girolamo di Giuliano Gozi
Vincenzo di Bartolo Gombertini
1540
Gio. Antonio di Francesco Belluzzi
Pier Leone di Fabrizio Corbelli
1539
Bartolo di Simone Belluzzi
Giacomo di Antonio Giannini
1539
Melchiorre di Francesco Belluzzi
Niccolò di Sante di Biagio
1538
Carlo di Cristofaro Gianolini
Cristofaro di Marino Giangi
1538
Francesco di Simone Belluzzi
Girolamo di Giuliano Gozi
1537
Giuliano di Marino Righi
Giacomo di Antonio Giannini
1537
Girolamo di Evangelista Belluzzi
Girolamo di Francesco Giannini
1536
Bartolo di Simone Belluzzi
Pier Leone di Fabrizio Corbelli
1536
Melchiorre di Francesco Belluzzi
Sammaritano di Andrea Tini
1535
Innocenzo di Menetto Bonelli
Giacomo di Evangelista Belluzzi
1535
Girolamo di Giuliano Gozi
Antonio di Pietro Tontini
1534
Francesco di Simone Belluzzi
Giacomo di Antonio Giannini
1534
Pier Leone di Fabrizio Corbelli
Giuliano di Marino Righi
1533
Camillo di Menetto Bonelli
Melchiorre di Francesco Belluzzi
1533
Giacomo di Lodovico Calcigni
Girolamo di Evangelista Belluzzi
1532
Bartolo di Simone Belluzzi
Sammaritano di Andrea Tini
1532
Carlo di Cristofaro
Innocenzo di Menetto Bonelli
1531
Polinoro di Antonio Lunardini
Girolamo di Giuliano Gozi
1531
Francesco di Simone Belluzzi
Giacomo di Antonio Giannini
1530
Giacomo di Lodovico Calcigni
Pier Leone di Fabrizio Corbelli
1530
Melchiorre di Francesco Belluzzi
Giacomo di Lodovico Pinti
1529
Lodovico di Pietro Calcigni
Antonio di Pietro Tosini
1529
Camillo di Menetto Bonelli
Bartolo Belluzzi
1528
Girolamo di Giuliano Gozi
Girolamo di Evangelista Belluzzi
1528
Diottalevo Corbelli
Giuliano di Marino Righi
1527
Bartolomeo di Antonio Amanti
Giacomo di Lodovico Calcigni
1527
Andrea Sabattini
Carlo di Cristofaro
1526
Francesco di Simone Belluzzi
Marino di Severo
1526
Girolamo di Giuliano Gozi
Federigo di Brandano Calcigni
1525
Melchiorre di Francesco Belluzzi
Sammaritano di Andrea Tini
1525
Innocenzo di Menetto Bonelli
Pier Leone di Fabrizio Corbelli
1524
Giacomo di Antonio Giannini
Bartolomeo di Antonio Amanti
1524
Camillo di Menetto Bonelli
Leonardo di Giovanni Belluzzi
1523
Francesco di Simone Belluzzi
Francesco di Sante di Biagio
1523
Bartolomeo di Antonio
Girolamo di Evangelista Belluzzi
1522
Antonio di Polinoro Lunardini
Marino di Antonio
1522
Girolamo di Giuliano Gozi
Giuliano di Bartolomeo
1521
Cristofaro Martelli
Giacomo di Lodovico Calcigni
1521
Bartolomeo di Antonio Amanti
Bartolo di Simone Belluzzi
1520
Andrea di Bonifazio
Francesco di Girolamo
1520
Antonio di Maurizio Lunardini
Marino di Severo
1519
Innocenzo di Menetto Bonelli
Francesco di Antonio Belluzzi
1519
Girolamo di Giuliano Gozi
Pietro di Sabatino di Bianco
1518
Francesco di Girolamo Belluzzi
Antonio di Polinoro Lunardini
1518
Camillo di Menetto Bonelli
Leonardo di Giovanni Belluzzi
1517
Andrea di Bonifazio
Antonio di Maurizio Lunardini
1517
Carlo di Cristofaro
Giacomo di Lodovico Calcigni
1516
Diotallevo Corbelli
Sammaritano di Andrea Tini
1516
Camillo di Menetto Bonelli
Girolamo di Giuliano Gozi
1515
Francesco di Girolamo Belluzzi
Antonio di Bartolo
1515
Carlo di Cristofaro
Giacomo di Lodovico Calcigni
1514
Francesco di Simone Belluzzi
Innocenzo di Menetto Bonelli
1514
Antonio di Maurizio Lunardini
Francesco Giangi
1513
Antonio di Benetto
Benedetto di Marino Benettini
1513
Cristoforo di Girolamo
Cristoforo Martelli
1512
Leonardo di Giovanni Belluzzi
Sammaritano di Andrea Tini
1512
Andrea Giangi
Marino di Severo
1511
Antonio di Girolamo
Giovanni di Cristoforo Vita
1511
Marino di Niccolò di Giovanetto
Biagio di Bartolo Pasini
1510
Antonio di Bianco
Barnaba di Matteo da Valle
1510
Antonio di Polinoro Lunardini
Andrea di Marino Speranza
1509
Andrea di Giorgio Loli
Antonio di Marino Giannini
1509
Innocenzo di Menetto Bonelli
Antonio di Benetto
1508
Antonio di Girolamo
Francesco di Marino Giangi
1508
Cristoforo Martelli
Giacomo di Lodovico Calcigni
1507
Marino di Niccolò di Giovanetto
Leonardo di Giovanni di Belluzzi
1507
Fabrizio di Pier Leone Corbelli
Sammaritano di Andrea Tini
1506
Antonio di Polinoro Lunardini
Antonio di Maurizio Lunardini
1506
Andrea di Giorgio Loli
Camillo di Menetto Bonelli
1505
Antonio di Bianco
Antonio di Marino Giannini
1505
Francesco di Girolamo Belluzzi
Giuliano di Bartolomeo
1504
Antonio di Girolamo
Francesco di Marino Giangi
1504
Fabrizio di Pier Leone Corbelli
Marino di Niccolò di Giovanetto
1503
Francesco di Girolamo
Bonifazio di Andrea
1503
Simone di Antonio Belluzzi
Giovanni di Cristoforo di Vita
1503
Antonio di Bianco
Bartolo di Antonio
1502
Giuliano di Bartolomeo
Angelo di Paolo Fabbri
1502
Antonio di Girolamo
Gabriele di Bartolo
1501
Cristoforo di Giacomino di Bartolo
Biagio di Bartolo Pasini
1501
Antonio di Polinoro Lunardini
Fabrizio di Pier Leone Corbelli
1500
Francesco di Girolamo Belluzzi
Simone di Antonio Belluzzi
1500
Menetto di Menetto Bonelli
Antonio di Maurizio Lunardini
1499
Cristoforo di Cecco di Vita
Bonifazio di Andrea
1499
Marino di Niccolò di Giovanetto
Antonio di Maurizio Lunardini
1498
Antonio di Girolamo
Marino di Antonio Giannini
1498
Giovanni di Menghino Calcigni
Valente di Paolo
1497
Matteo Tura
Antonio di Bartolomeo
1497
Antonio di Bianco
Andrea di Giorgio Loli
1496
Cristofaro di Cecco di Vita
Bonifazio di Andrea
1496
Fabrizio di Pier Leone Corbelli
Sabatino di Bianco
1495
Marino di Antonio Giannini
Antonio di Simone Belluzzi
1495
Evangelista di Girolamo Belluzzi
Antonio di Polinoro Lunardini
1494
Antonio di Maurizio Lunardini
Marino di Niccolò di Giovanetto
1494
Antonio di Girolamo
Marino di Simone Muccioli
1493
Menetto di Menetto Bonelli
Francesco di Antonio di Anastasio
1493
Evangelista di Girolamo Belluzzi
Valente di Paolo
1492
Cristoforo di Cecco di Vita
Bonifazio di Andrea
1492
Riccio di Andrea
Fabrizio di Pier Leone Corbelli
1491
Menetto di Menetto Bonelli
Matteo Tura
1491
Antonio di Bianco
Marino di Simone Muccioli
1490
Giovanni di Menghino Calcigni
Marino Giangi
1490
Antonio di Maurizio Lunardini
Sabatino di Bianco
1489
Marino di Antonio Giannini
Gabriele di Bartolo
1489
Giacomo di Marino
Antonio di Girolamo
1488
Simone di Antonio Belluzzi
Francesco di Antonio di Anastasio
1488
Bartolo di Antonio
Fabrizio di Pier Leone Corbelli
1487
Simone di Antonio Belluzzi
Antonio di Polinoro Lunardini
1487
Evangelista di Girolamo Belluzzi
Marino di Simone Muccioli
1486
Antonio di Bianco
Marino Sammaritani
1486
Menetto di Menetto Bonelli
Valente di Paolo
1485
Sabatino di Bianco
Cristoforo di Cecco di Vita
1485
Maurizio di Antonio Lunardini
Bartolo di Pasquino
1484
Giacomo di Marino
Marino Giangi
1484
Riccio di Andrea di Antonio
Simone di Marino di Giovanni
1483
Giovanni di Menghino Calcigni
Antonio di Girolamo
1483
Antonio di Marino
Marino di Antonio Giannini
1482
Evangelista di Girolamo Belluzzi
Antonio di Polinoro Lunardini
1482
Simone di Antonio Belluzzi
Marino Sammaritani
1481
Bartolo di Antonio
Maurizio di Antonio Lunardini
1481
Marino di Venturino
Fabrizio di Pier Leone Corbelli
1480
Evangelista di Girolamo Belluzzi
Antonio di Polinoro Lunardini
1480
Riccio di Andrea
Marino Samaritani
1479
Menetto di Menetto Bonelli
Fabrizio di Pier Leone Corbelli
1479
Antonio di Marino
Evangelista di Girolamo Belluzzi
1478
Marino di Venturino
Sabatino di Bianco
1478
Giovanni di Menghino Calcigni
Simone di Marino di Giovanni
1477
Simone di Antonio Belluzzi
Lodovico di Michele Pasini
1477
Simone di Cecco Benetto
Marino di Antonio Giannini
1476
Bartolo di Antonio
Marino di Venturino
1476
Bianco di Antonio
Giovanni di Menghino Calcigni
1475
Antonio di Marino
Simone di Marino di Giovanni
1475
Simone di Antonio Belluzzi
Simone di Cecco di Benetto
1474
Serafino di Michele
Marino d’Antonio Giannini
1474
Bartolo di Antonio
Pasquino di Antonio
1473
Menetto di Menetto Bonelli
Sabatino di Bianco
1473
Cecco di Giovanni da Valle
Serafino di Michele
1472
Girolamo di Francesco Belluzzi
Simone di Antonio Belluzzi
1472
Maurizio di Antonio
Sabatino di Bianco
1471
Giacomo d’Antonio Sammaritani
Marino di Venturino
1471
Giacomo di Marino
Cecco di Giovanni da Valle
1470
Fabrizio di Pier Leone Corbelli
Riccio di Andrea
1470
Girolamo di Francesco Belluzzi
Paolo di Angelo di Ciono
1469
Bartolo di Antonio
Menetto di Menetto Bonelli
1469
Bianco di Antonio
Simone di Marino di Giovanni
1468
Lodovico di Marino Calcigni
Cecco di Giovanni da Valle
1468
Marino di Venturino
Marino Giangi
1467
Simone di Antonio Belluzzi
Maurizio di Antonio
1467
Giacomo di Marino
Riccio di Andrea
1466
Girolamo di Francesco Belluzzi
Cecco di Giovanni da Valle
1466
Pasquino di Antonio
Marino di Venturino
1465
Bartolo di Antonio
Simone di Baldo
1465
Bianco di Antonio
Paolo di Angelo di Ciono
1464
Simone di Antonio Belluzzi
Giovanni Calcigni
1464
Marino Venturini
Simone di Cecco di Benetto
1463
Cecco di Giovanni da Valle
Pasquino di Antonio
1463
Girolamo di Francesco Belluzzi
Maurizio di Antonio
1462
Giacomo di Antonio Sammaritani
Riccio di Andrea
1462
Bartolo di Antonio
Marino di Antonio Giannini
1461
Menetto di Menetto Bonelli
Bianco di Antonio
1461
Simone di Antonio Belluzzi
Francesco di Giovanni Sabattini
1460
Cecco di Giovanni da Valle
Simone di Marino di Giovanni
1460
Marino di Venturino
Riccio di Andrea
1459
Giacomo d’Antonio Sammaritani
Polinoro di Antonio Lunardino
1459
Bianco di Antonio
Bartolo di Antonio
1458
Menghino di Francesco Calcigni
Andrea di Cecco
1458
Girolamo di Francesco Belluzzi
Cecco di Giovanni da Valle
1457
Simone di Antonio Belluzzi
Marino di Venturino
1457
Bianco di Antonio
Bartolo di Michele
1456
Niccolò di Michelino
Girolamo di Antonio
1456
Girolamo di Francesco Belluzzi
Riccio di Andrea
1455
Giacomo d’Antonio Samaritani
Bartolo di Giovanni di Casalino
1455
Simone di Antonio Belluzzi
Andrea di Cecco
1454
Cecco di Giovanni da Valle
Francesco di Giuliano Righi
1454
Bartolo di Antonio Tegna
Girolamo di Francesco Belluzzi
1453
Menghino di Francesco Calcigni
Filippo di Antonio Madroni
1453
Simone di Antonio Belluzzi
Bartolo di Michele
1452
Cecco di Giovanni da Valle
Simone di Marino di Giovanni
1452
Giacomo d’Antonio Sammaritani
Andrea di Cecco
1451
Niccolò di Michelino
Paolo di Angelo di Ciono
1451
Cecco di Giovanni da Valle
Simone di Antonio Belluzzi
1450
Menghino di Francesco Calcigni
Mengo di Antonio
1450
Francesco di Simone Belluzzi
Matteo di Mucciolo
1449
Bianco di Antonio
Simone di Antonio Belluzzi
1449
Bartolo di Angelo di Ciono
Venturuccio di Lorenzo
1448
Baldassarre di Giovanni
Cecco di Giovanni da Valle
1448
Barnaba di Antonio Lunardini
Giacomo d’Antonio Sammaritani
1447
Francesco di Niccolò
Filippo di Antonio Madroni
1447
Menghino di Francesco Calcigni
Marino di Fosco
1446
Bianco d’Antonio
Cecco di Giovanni da Valle
1446
Giacomo d’Antonio Sammaritani
Bartolo di Angelo di Ciono
1445
Cristofaro di Paolo
Antonio Giannini
1445
Niccolò di Michelino
Bartolo di Francesco
1444
Antonio di Simone Belluzzi
Cecco di Giovanni da Valle
1444
Francesco di Niccolò
Giacomo d’Antonio Sammaritani
1443
Luigi di Vita
Menghino di Francesco Calcigni
1443
Barnaba di Antonio Lunardini
Mengo di Antonio
1442
Michele di Giovanni di Pasino
Bianco di Antonio
1442
Francesco di Simone Belluzzi
Cecco di Giovanni da Valle
1441
Marino Calcigni
Tommaso di Antonio
1441
Filippo di Giovanni Caccia
Niccolò di Michelino
1440
Antonio di Simone Belluzzi
Giacomo d’Antonio Sammaritani
1440
Barnaba di Antonio Lunardini
Antonio Giannini
1439
Sante Lunardini
Bianco di Antonio
1439
Luigi di Vita
Niccolò di Sabattino
1438
Tommaso di Antonio
Antonio di Simone Belluzzi
1438
Niccolò di Michelino
Barnaba di Antonio Lunardini
1437
Francesco di Menghino
Giovanni di Antonio
1437
Andrea di Cecco
Francesco di Bartolo
1436
Francesco di Simone Belluzzi
Michele di Giovanni
1436
Antonio di Simone Belluzzi
Antonio Giannini
1435
Giovanni di Antonio Lunardini
Ciono di Giovanni
1434
Benetino di Paolino
Luigi di Vita
1434
Andrea di Michelino
Francesco di Betto
1433
Antonio di Benedetto
Barnaba di Antonio Lunardini
1433
Antonio di Simone Belluzzi
Andrea di Cecco
1432
Sante Lunardini
Tommaso di Antonio
1432
Luigi di Vita
Baldassarre di Giovanni
1431
Giovanni di Antonio
Antonio di Bartolino
1431
Antonio di Simone Belluzzi
Antonio di Rigo
1430
Sante Lunardini
Benetino di Paolino
1430
Francesco di Simone Belluzzi
Giovanni di Antonio
1429
Antonio di Simone Belluzzi
Giovanni di Pasino Benvegnudi
1429
Antonio di Rigo
Andrea di Cecco
1428
Sante Lunardini
Antonio Giannini
1428
Antonio di Tegna
Antonio di Marino di Fosco
1427
Giovanni di Pasino
Andrea di Cecco
1427
Cristofaro di Paolo
Antonio di Benedetto
1426
Sante Lunardini
Francesco di Betto
1426
Francesco di Bartoccino
Francesco di Simone Belluzzi
1425
Antonio di Marino di Fosco
Lorenzo di Piero
1425
Giovanni di Paolino
Antonio di Rigo
1424
Sante Lunardini
Baldassarre di Giovanni
1424
Antonio di Tegna
Antonio di Simone Belluzzi
1423
Antonio di Marino Di Fosco
Giovanni di Paolino Vitola
1423
Antonio Lunardini
Simone di Menghino Calcigni
1422
Francesco di Bartoccino
Antonio di Benedetto Tosetto
1422
Cristofaro di Paolo Carboni
Antonio Giannini
1421
Bettino di Paolo
Sante Lunardini
1421
Antonio di Simone Belluzzi
Giovanni di Pasino Benvegnudi
1420
Antonio di Marino di Fosco
Antonio Giannini
1420
Antonio di Tegna
Cristofaro di Paolo Carboni
1419
Giovanni di Paolino Vitola
Benedetto di Tosetto
1419
Paolino di Giovanni di Bianco
Foschino di Benedetto Madroni
1418
Antonio di Marino di Fosco
Antonio di Tegna
1418
Sante Lunardini
Bettino di Paolo
1417
Giovanni di Ugolino di Giovanni
Cecco di Marino di Fosco
1417
Simone di Menghino Calcigni
Foschino di Benedetto Madroni
1416
Michelino di Paoluccio
Giovanni di Pasino Benvegnudi
1416
Antonio Lunardini
Giovanni di Paolino Vitola
1415
Paolino di Giovanni di Bianco
Antonio di Simone Belluzzi
1415
Bettino di Paolo
Silvestro di Cecco
1414
Benedetto di Tosetto
Michelino di Berardo
1414
Antonio Lunardini
Antonio di Marino di Fosco
1413
Francesco di Bartoccino
Michelino di Paoluccio
1413
Paolino di Giovanni di Bianco
Giovanni di Paolino Vitola
1412
Antonio di Segna
Giovanni di Ugolino di Giovanni
1412
Simone di Menghino de’ Calcigni
Foschino di Benedetto Madroni
1411
Paolo di Carbone
Giovanni di Pasino Benvegnudi
1411
Simone di Belluzzo
Antonio di Marino di Fosco
1410
Michelino di Paoluccio
Sante Lunardini
1410
Vita di Corbello
Bettino di Paolo
1409
Rigone di Giovanni
Antonio di Tegna
1409
Giovanni di Francesco
Giacomino di Paolo
1408
Simone di Menghino de’ Calcigni
Benedetto di Tosetto
1408
Bartolino di Antonio
Michelino di Berardo
1407
Paolino di Giovanni di Bianco
Michelino di Paoluccio
1407
Gozio di Mucciolino
Giovanni di Cecco di Alessandro
1406
Antonio Lunardini
Giovanni di Pasino
1406
Giovanni di Francesco de’ Pistorj
Giovanni di Nino de’ Gherardi
1405
Marino di Ghino
Foschino di Benedetto Madroni
1405
Giovanni di Guidino
Bettino di Paolo
1404
Antonio di Tegna
Antonio di Marino di Fosco
1404
Paolino di Giovanni Bianco
Betto di Tura
1403
Martino di Guerolo de’ Pistorj
Antonio Lunardini
1403
Vita di Corbello
Simone di Belluzzo
1402
Simone di Menghino
Rigone di Giovanni
1402
Gozio di Mucciolino
Landolino di Nicolino
1401
Bartolino di Antonio
Michelino di Paoluccio
1401
Giovanni di Francesco
Bettino di Paolo